# Sân vận động AFAS
Sân vận động AFAS là một sân vận động ở Alkmaar, Hà Lan. Nó được sử dụng cho các trận đấu bóng đá và là sân nhà của AZ Alkmaar. Sân vận động có sức chứa 19.478 chỗ ngồi và mang tên một công ty phần mềm Hà Lan. Do quy định tài trợ của UEFA, sân vận động được đặt tên là Sân vận động AZ trong các trận đấu ở châu Âu.

## Lịch sử
Sân chính thức khai mạc vào ngày 4 tháng 8 năm 2006 với trận giao hữu với Arsenal. AZ thua 3–0, và Gilberto Silva ghi bàn thắng đầu tiên của sân vận động. Trận đấu đầu tiên ở Eredivisie gặp NAC Breda, AZ đã thắng 8–1 khi tiền vệ người Đức Simon Cziommer lập một hat-trick.
Sân vận động AFAS thay thế sân cũ của câu lạc bộ, Alkmaarder Hout. Khán đài chính có tên là Victorie Tribune, khán đài có những cổ động viên cuồng nhiệt được gọi là Van der Ben Tribune (Ben-Side), khán đài phía sau khung thành còn lại được gọi là Alkmaarderhouttribune, để vinh danh sân vận động cũ và khán đài đối diện với khán đài chính được gọi là Molenaar Tribune theo tên những người sáng lập AZ. Tên chính thức là Sân vận động AFAS, nhưng một số người ủng hộ gọi nó là Sân vận động Chiến thắng, cái tên ám chỉ chiến thắng mang tính bước ngoặt trước quân Tây Ban Nha bao vây Alkmaar trong Chiến tranh Tám Mươi Năm.
Để tăng thêm ngân sách của câu lạc bộ, Hội đồng quản trị AZ đã đưa ra quyết định tăng sức chứa của sân vận động lên 30.000 chỗ ngồi. Điều này đạt được bằng cách thêm tầng thứ hai vào 3 trong số 4 khán đài, giữ nguyên Victorie Tribune. Việc xây dựng dự kiến bắt đầu vào nửa cuối năm 2010, nhưng nó chưa bao giờ được tiến hành với tư cách là nhà tài trợ chính của câu lạc bộ và là một trong những nhà đóng góp tài chính chính cho dự án, Ngân hàng DSB đã phá sản ngay trước khi công việc bắt đầu. Do đó, sức chứa vẫn ở mức 17.023.
Vào ngày 10 tháng 8 năm 2019, mái của sân vận động bị sập một phần. Không có người bị thương trong vụ việc. Kết quả là, AZ đã dành thời gian còn lại của năm để chơi các trận sân nhà tại sân vận động Cars Jeans ở The Hague.
Trong mùa giải 2020-2021 sân vận động đã được cải tạo. Một mái nhà mới đã được lắp đặt với bề mặt lớn hơn và sức chứa được tăng lên để chứa khoảng 19.500 cổ động viên.